# Ponte Atlântico

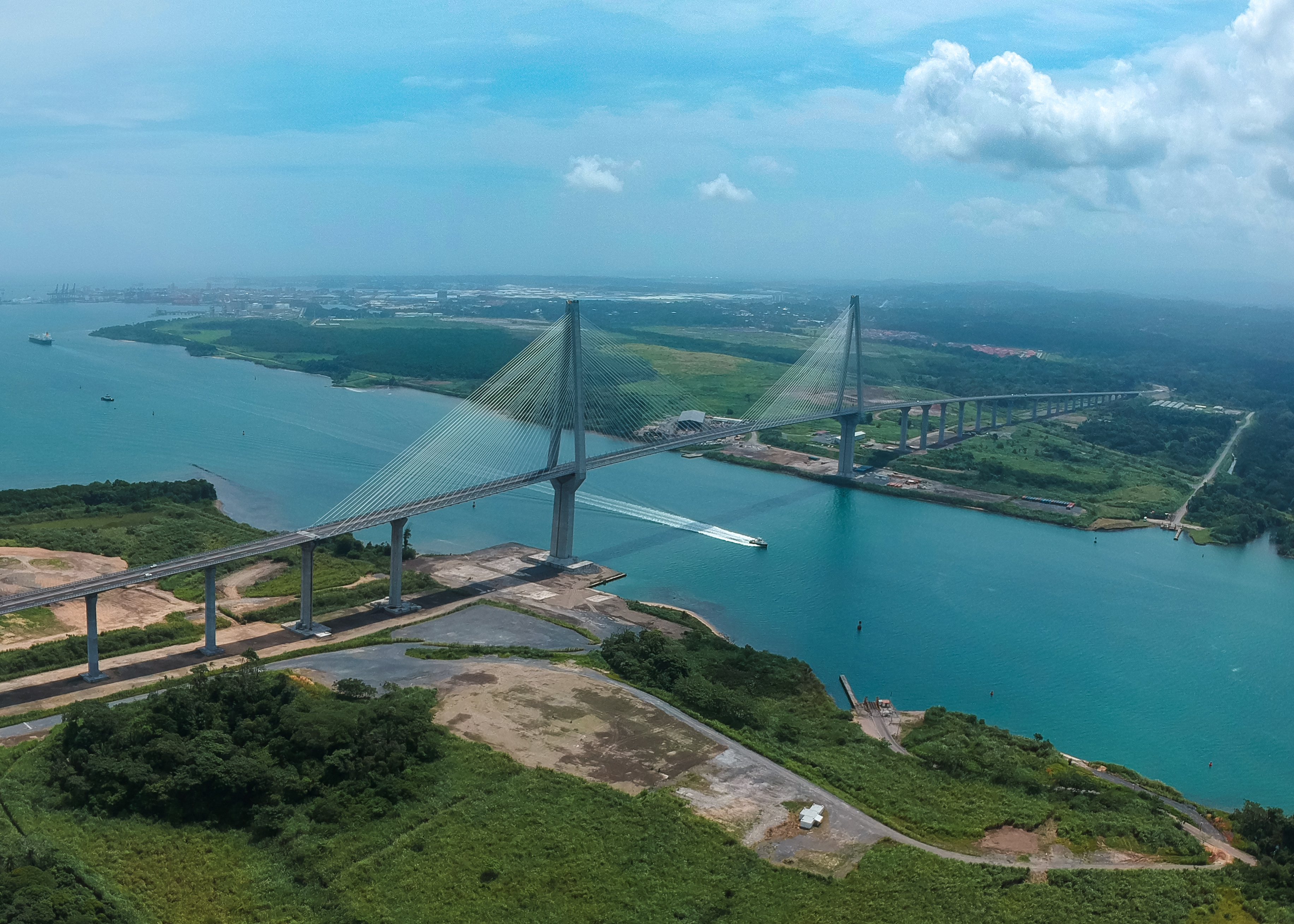
Vista aérea da Ponte Atlântico, no Panamá

A terceira ponte sobre o Canal do Panamá, conhecida como Ponte Atlântico, é uma ponte rodoviária em Colón, Panamá, que atravessa a entrada atlântica do Canal. É a terceira ponte sobre o Canal do Panamá depois da Ponte das Américas e da Ponte Centenária, ambas no lado pacífico do canal.
A ponte é um pilar duplo, plano duplo, viga de concreto, ponte estaiada com um vão principal de 530 m e dois vãos laterais de 230 m. As pistas leste e oeste são 1.074 m e 756 m de comprimento, respectivamente. A ponte foi projetada pela China Communication Construction Company (CCCC), consistindo de HPDI e Louis Berger Group e construída pela Vinci Construction.

## Rota
A ponte faz parte de uma estrada de conexão local (ainda sem nome) entre a Rodovia Bolívar no leste e a área oeste não desenvolvida. Ele substituirá a vizinha balsa do Canal do Panamá. É a única ponte ao norte do Corte Culebra (Puente Centenário).

## Construção
Para a construção da ponte, foram aprovados três consórcios: Acciona Infraestructuras -Tradeco (Espanha e México), Odebrecht - Hyundai (Brasil e Coreia) e Vinci Construction Grands Projets (França). As propostas foram recebidas em agosto de 2012.
Em outubro de 2012, a Autoridade do Canal do Panamá fechou um contrato com a francesa Vinci Construction para construir uma terceira ponte (permanente), perto do lado do Atlântico, por um preço de oferta de 366 milhões de dólares. Naquela época a ponte não tinha nome, mas eram utilizadas a Terceira ponte e a ponte lateral do Atlântico, além da Ponte Atlântico.

A construção da ponte e dos viadutos de acesso, que começou em janeiro de 2013, estava planejada para durar três anos e meio e estava prevista para ser concluída em 2016. O vão principal da ponte foi chaveado (unido em um único vão) em 6 de setembro de 2018. A ponte foi inaugurada pelo presidente do Panamá, Laurentino Cortizo, e pelo administrador do Canal do Panamá, Jorge Quijano, na sexta-feira, 2 de agosto de 2019.

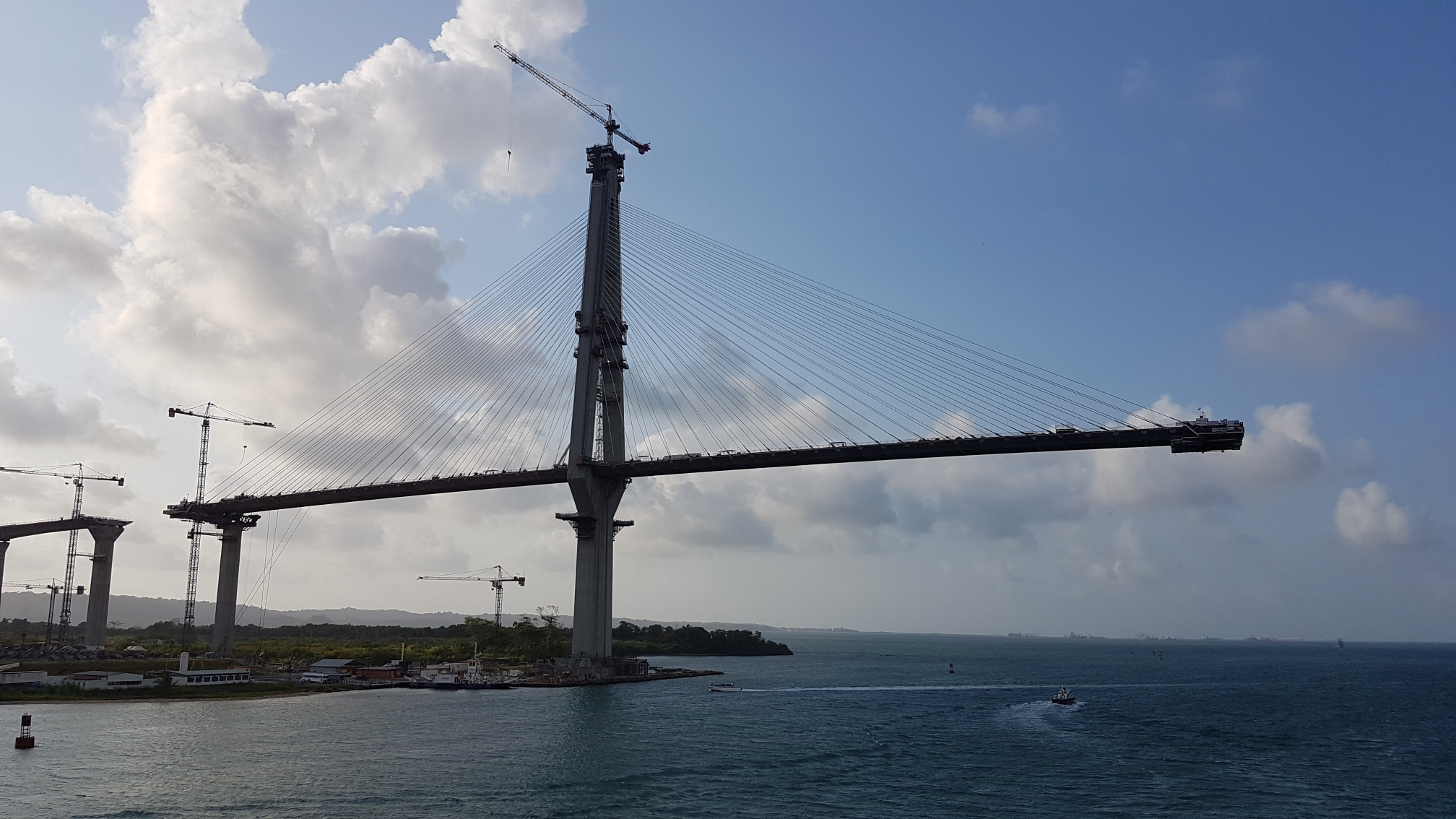
Lado oeste da ponte durante a construção (19 de março de 2018)
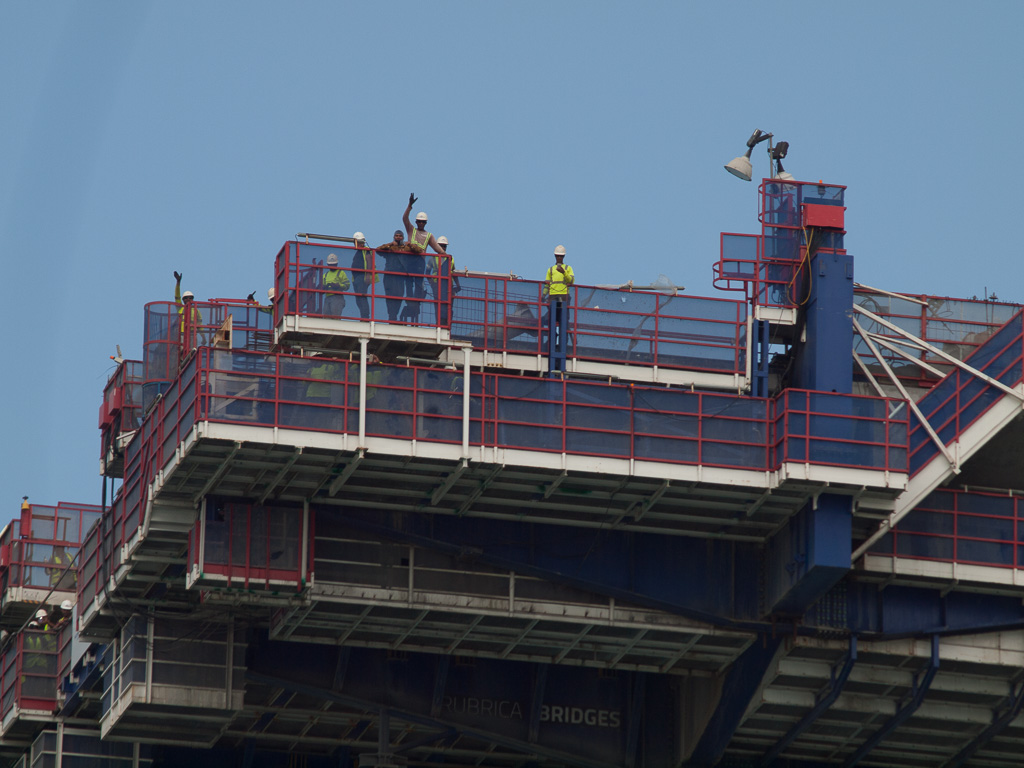
Trabalhadores da construção civil na ponte (1 de fevereiro de 2018)
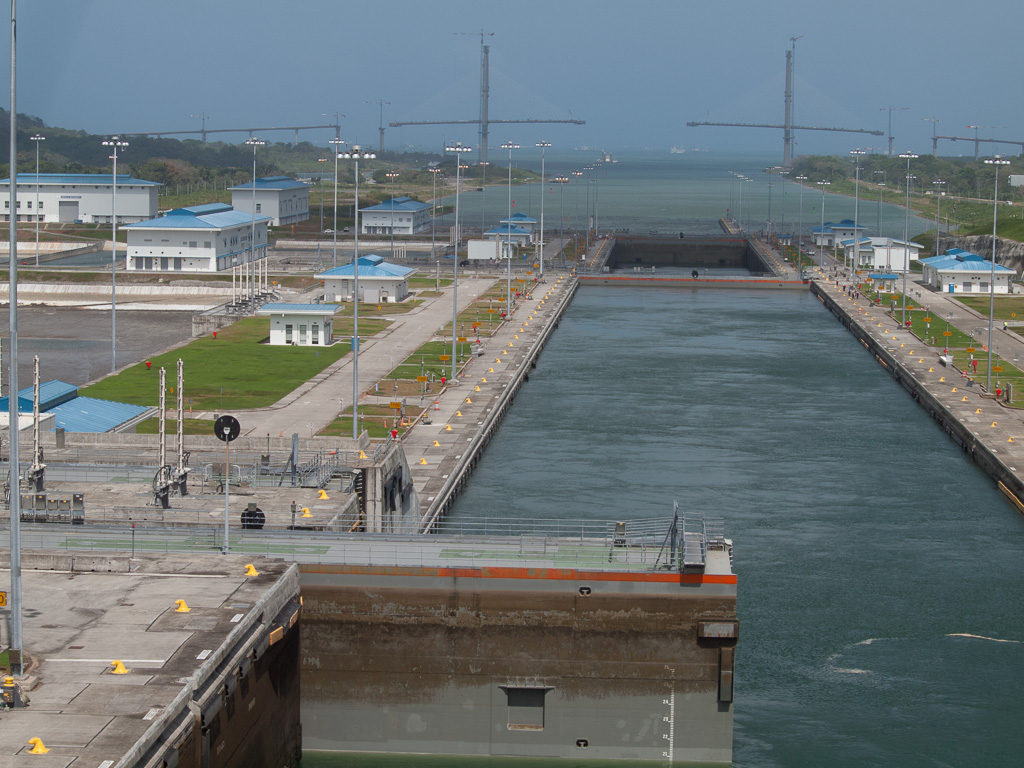
Ponte durante a construção (1 de fevereiro de 2018)
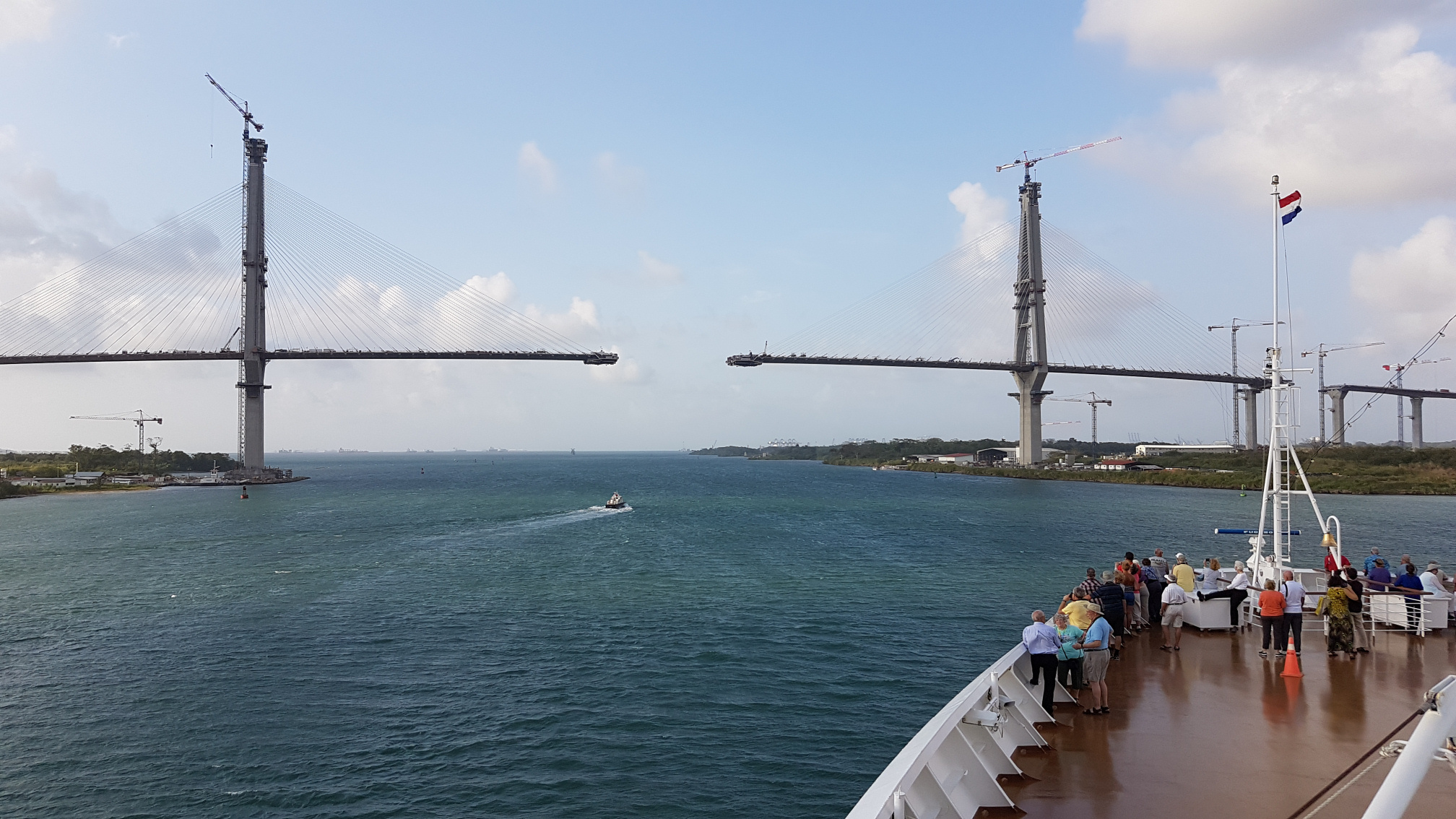
Ponte durante a construção (19 de março de 2018)